# Ovčinja
Ovčinja (en serbe cyrillique : Овчиња) est un village de Serbie situé dans la municipalité de Bajina Bašta, district de Zlatibor. Au recensement de 2011, il comptait 490 habitants.

## Démographie
| 1948  | 1953  | 1961  | 1971 | 1981 | 1991 | 2002 | 2011 |
| ----- | ----- | ----- | ---- | ---- | ---- | ---- | ---- |
| 1 010 | 1 044 | 1 031 | 886  | 759  | 658  | 582  | 490  |

|  |